# Усть-Ивановский сельсовет
Усть-Ива́новский сельсове́т — муниципальное образование со статусом сельского поселения в составе Благовещенского района Амурской области. 
Административный центр — село Усть-Ивановка.

## История
21 сентября 2005 года в соответствии с Законом Амурской области № 51-ОЗ муниципальное образование наделено статусом сельского поселения.

## Население
| 2002  | 2010  | 2011  | 2012  | 2013  | 2014  | 2015  |
| ----- | ----- | ----- | ----- | ----- | ----- | ----- |
| 2135  | ↗3029 | ↗3040 | ↘3032 | ↗3067 | ↗3230 | ↗3368 |
| 2016  | 2017  | 2018  | 2019  | 2020  | 2021  |       |
| ↗3484 | ↗3635 | ↗3687 | ↗3729 | ↗3760 | ↘3604 |       |

## Состав сельского поселения
| № | Населённый пункт | Тип населённого пункта       | Население |
| - | ---------------- | ---------------------------- | --------- |
| 1 | Владимировка     | село                         | ↗1343     |
| 2 | Усть-Ивановка    | село, административный центр | ↘2261     |